# Stegsholms gård

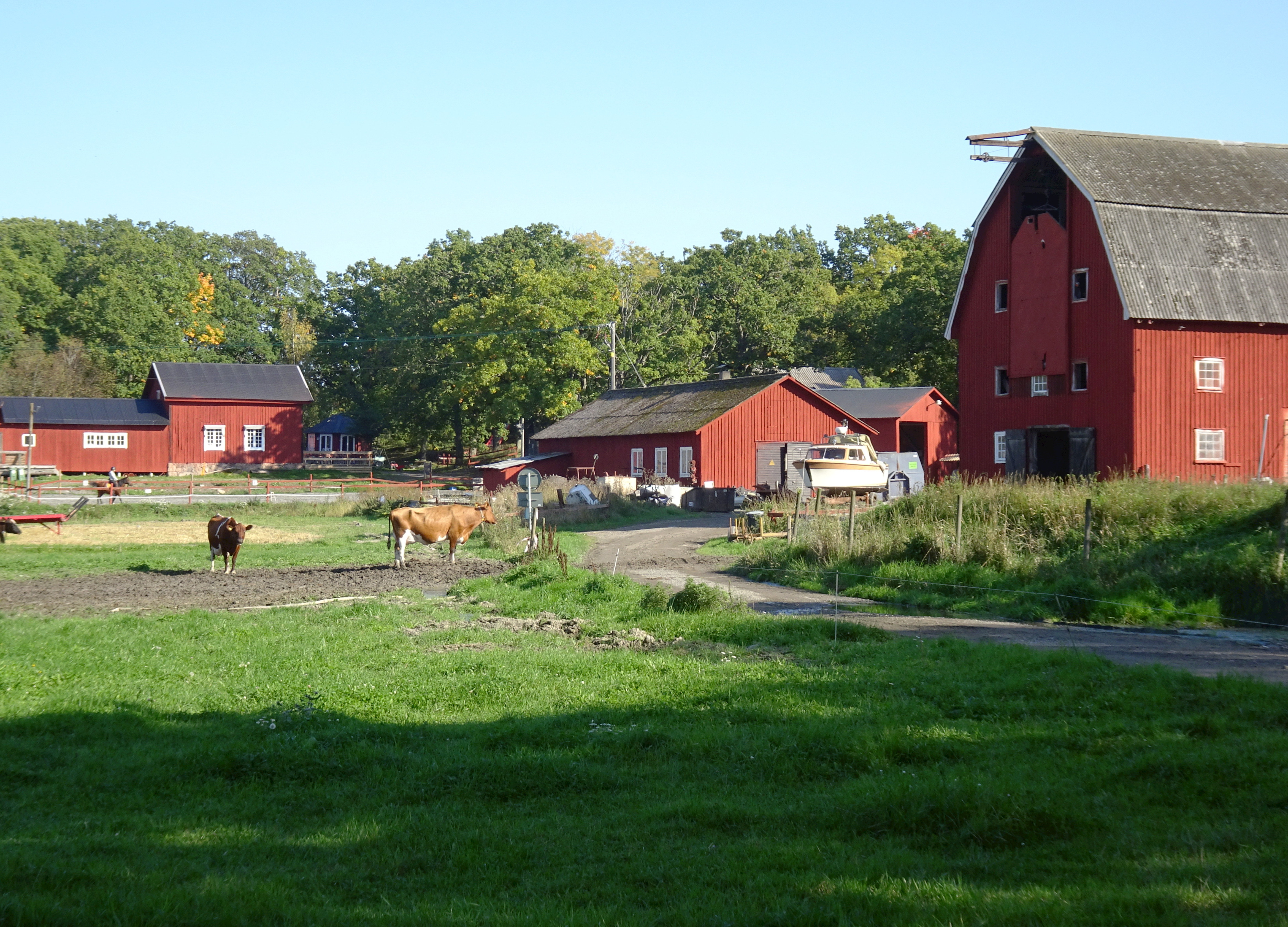
Gårdens ekonomibyggnader, september 2017.

Stegsholms gård är ett gods med medeltida anor beläget på norra Gålö i Österhaninge socken i Haninge kommun, Stockholms län. På gården inrättades 1860 ”Prins Carls uppfostringsinrättning för fattiga barn” med Prins Carl (sedermera kung Carl XV) som beskyddare. Idag bedrivs på gården jordbruk och mjölkproduktion.

## Namnet
Förleden i namnet Stegsholm är det gamla ordet ”stäk” som syftar på en farledsspärr som kan ha funnits i sundet som delade Gålö från fastlandet.

## Historik

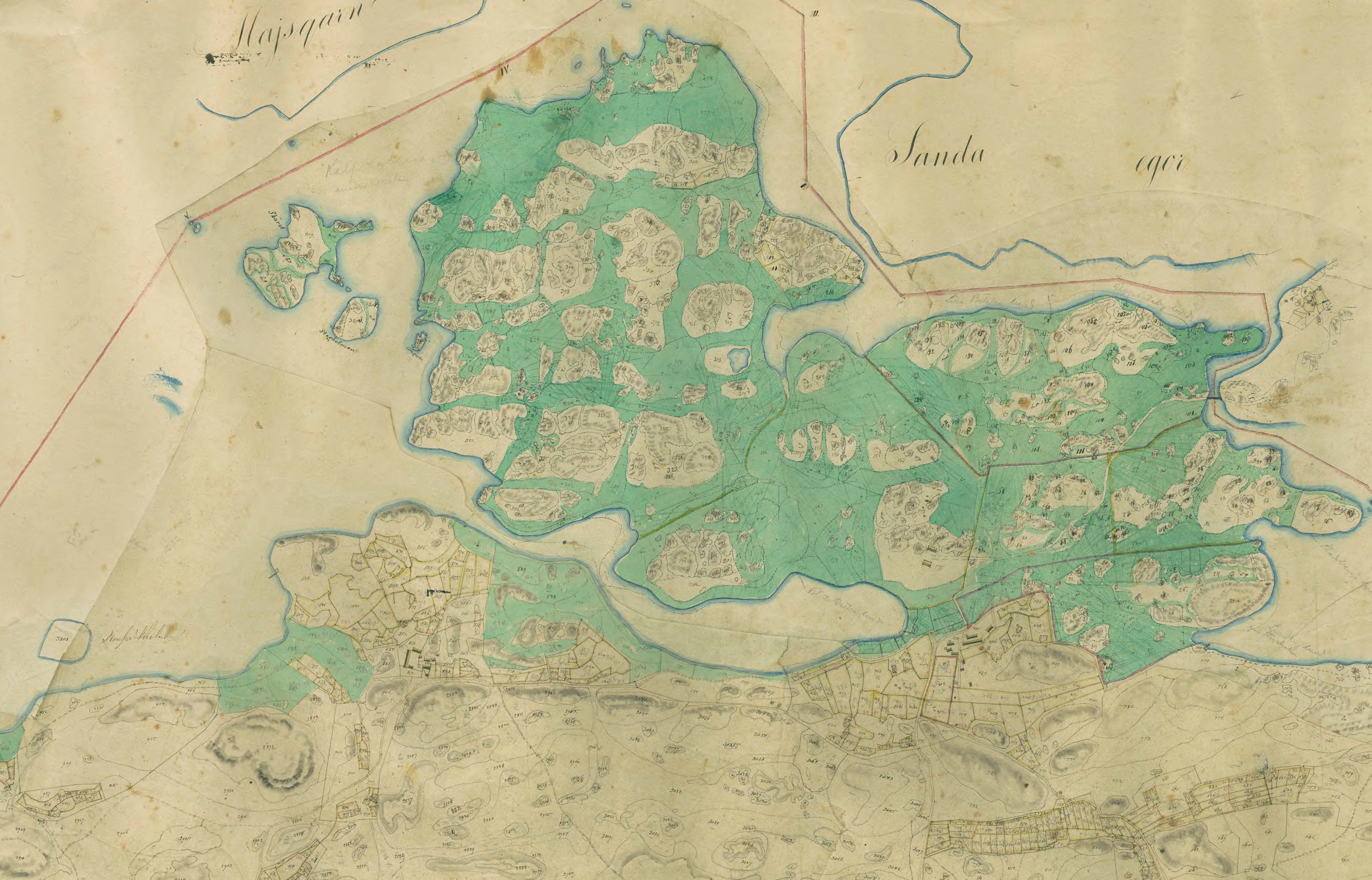
Gårdens närmaste omgivning år 1855.

Gårdens historik är intimt förknippat med den för Årsta slott. På 1250-talet innehades Årsta av korsriddaren Karl Ulfsson, som var en av landets mäktigaste personer men i opposition mot Birger Jarl. Ulfsson fick gå i landsflykt och anslöt sig till Tyska orden, till vilken han på 1260-talet donerade sina stora egendomar i Sverige, bland dem Årsta med underlydande Stegsholm, Gålös största gård. År 1476 gick Årsta tillsammans med Stegsholm och hela Gålö till dansken Erik Axelsson (Tott). Därefter följde många ägoskiften genom arv och försäljningar som går parallellt med ägarelängden för Årsta slott.
Gålös bebyggelse inklusive Stegsholm brandskattades 1719 under Rysshärjningarna, varför dagens äldsta byggnader härrör från 1700-talets mitt och senare. Under Stegsholm låg ett 20-tal torp och arrendegårdar, bland dem Hasslinge, Berga, Frönäs, Fröberg, Sunnansund, Noor, Morarna, Skälåker, Tomta, Kalvholmen samt Övre och Nedre Bihagen.
Fram till 1853 hade Gålö (förutom Sunnansund) samma ägare som Årsta, nämligen den finländske brukspatronen Karl Fredrik Bremer (Fredrika Bremers far). När arvingarna efter Bremer sålde Årsta 1853, delades Gålö med Stegsholm av och köptes av tobaksfabrikören Wilhelm Hellgren från Stockholm. 1857 anges Johan Theodor Molin och garverifabrikören Johan Henrik Windrufva som ägare. Den senare gick i konkurs och 1860 förvärvades Gålö för Prins Carls uppfostringsinrättning för fattiga barn av advokatfiskalen Johan Gustaf Ferdinand Hörstadius som länge hade sökt efter en lämplig plats för verksamheten. Köpeskillingen var 170 000 Rdr. Vid den tiden hade gårdens huvudbebyggelse via Stegsholmsviken fortfarande direktkontakt med Blista fjärd och Östersjön. Stegsholmsviken är idag en grund insjö söder om gården.

## Bilder, gårdar och torp (urval)

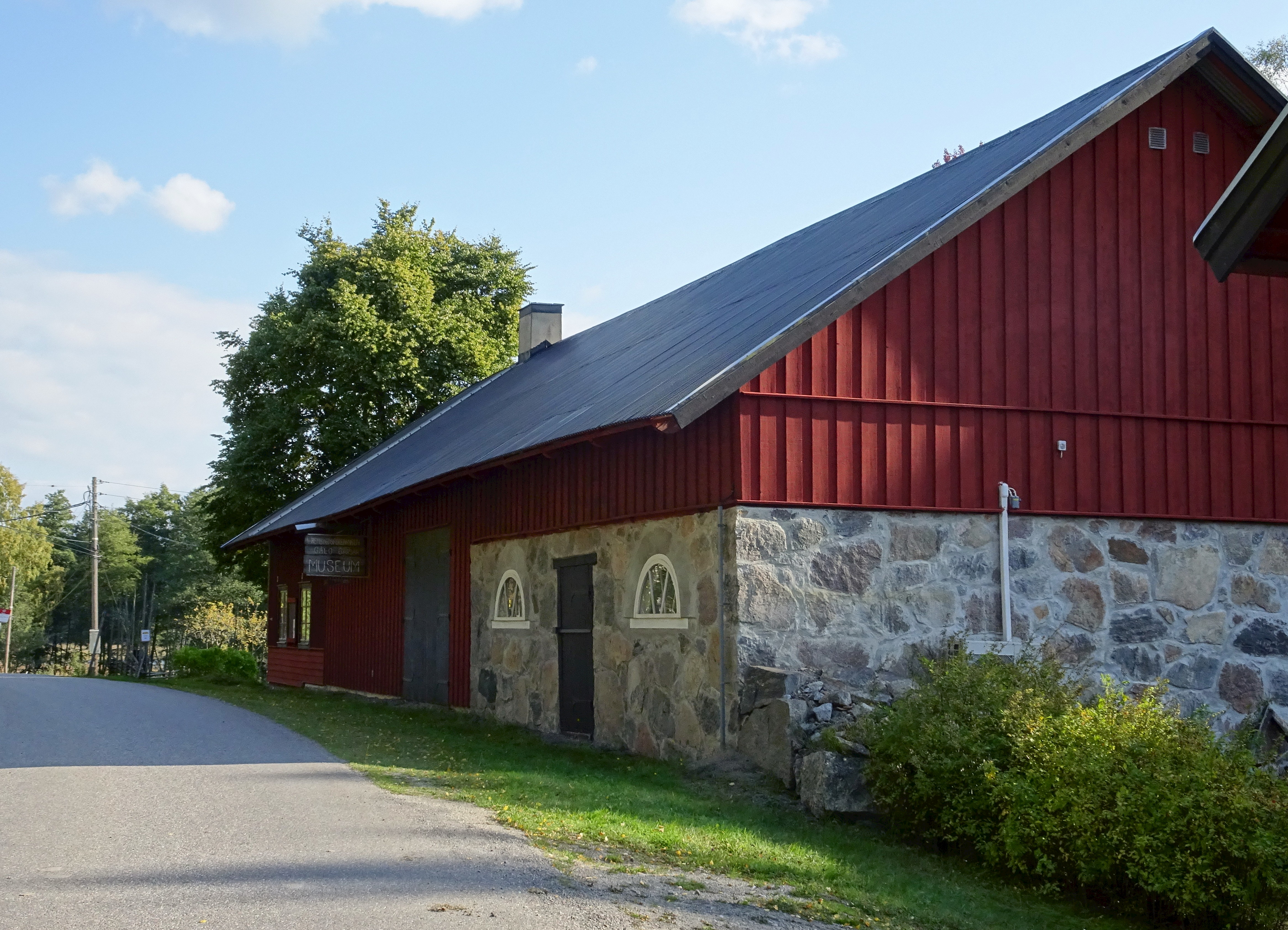
Morarna
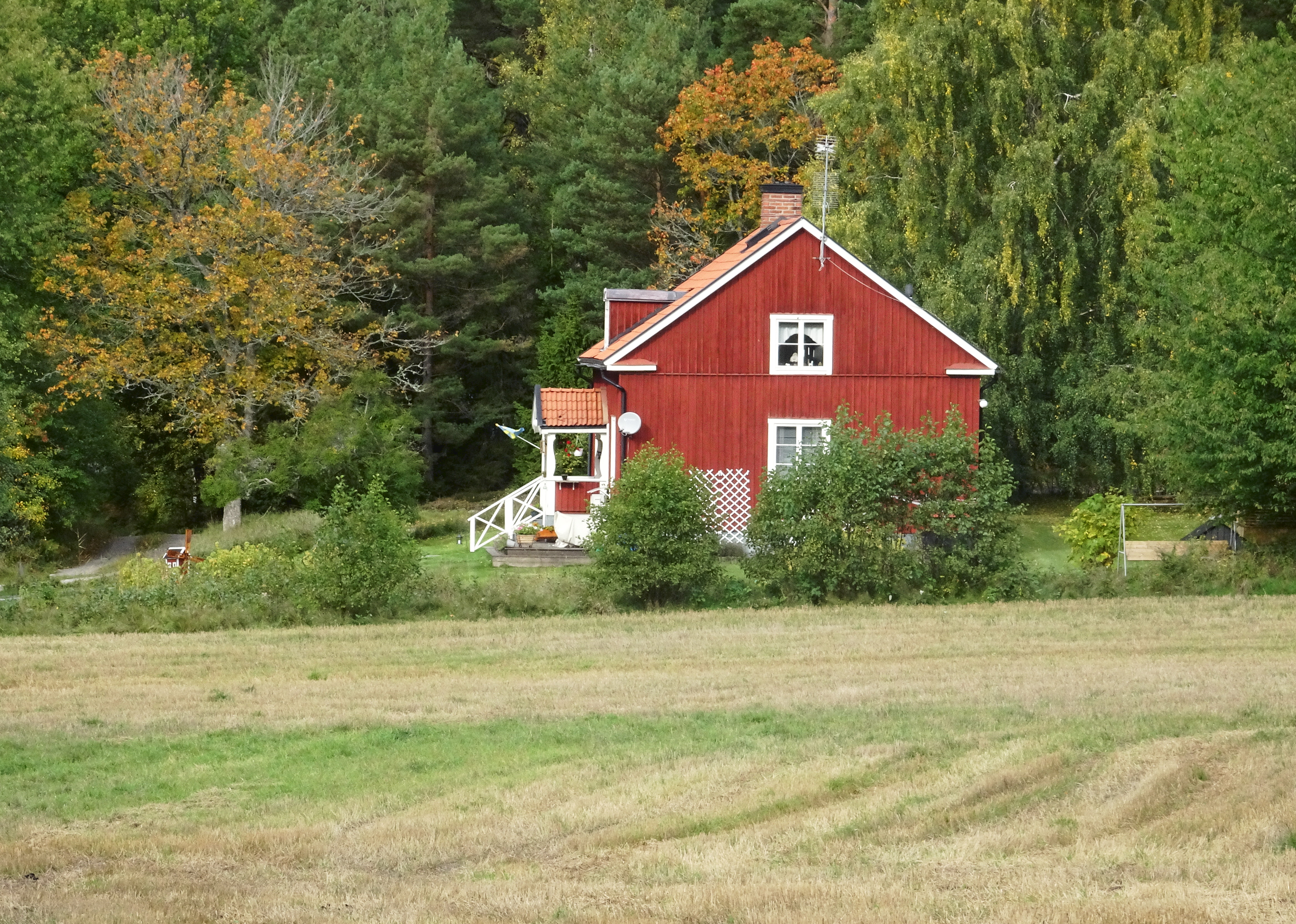
Nedre Bihagen
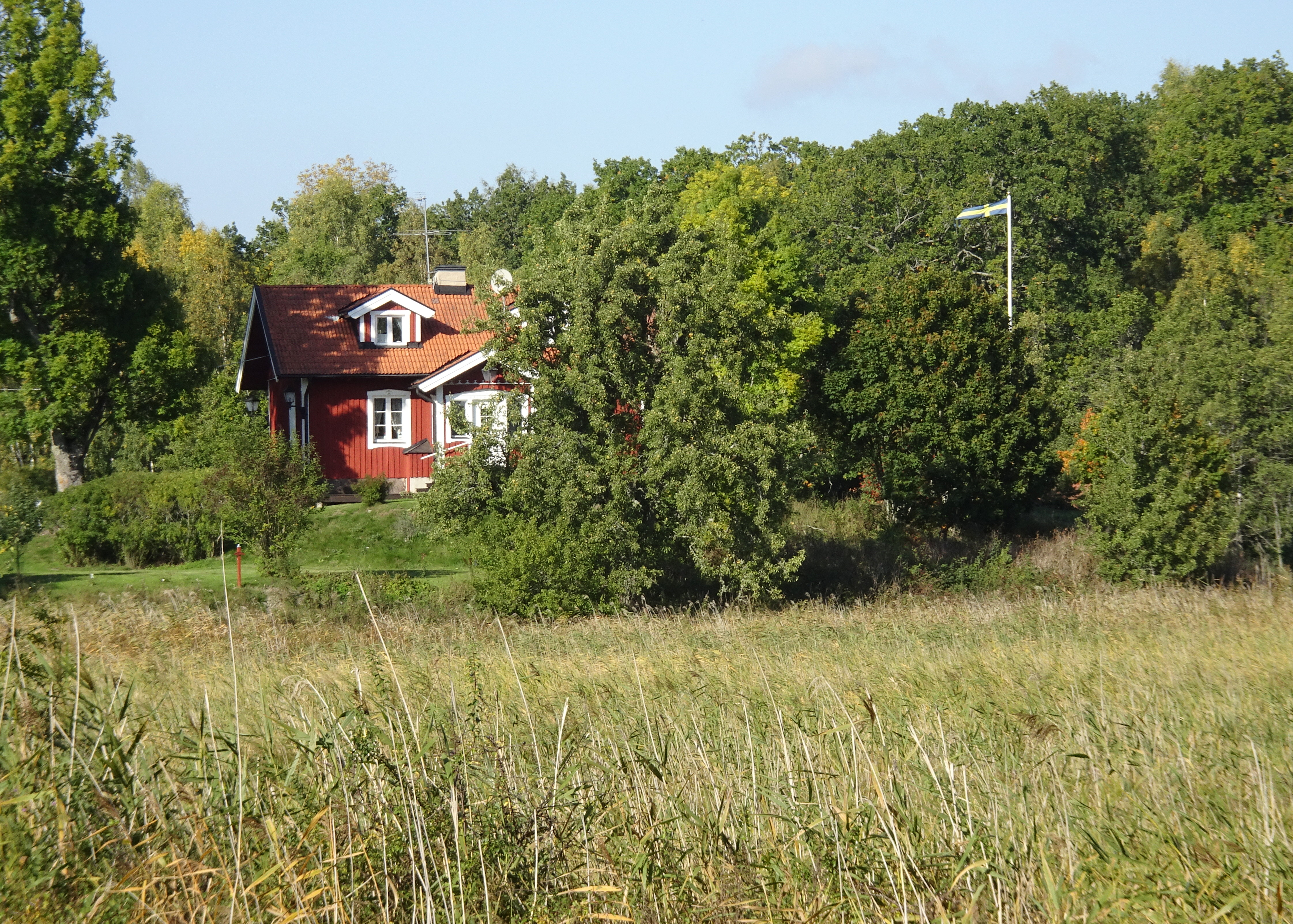
Kalvholmen
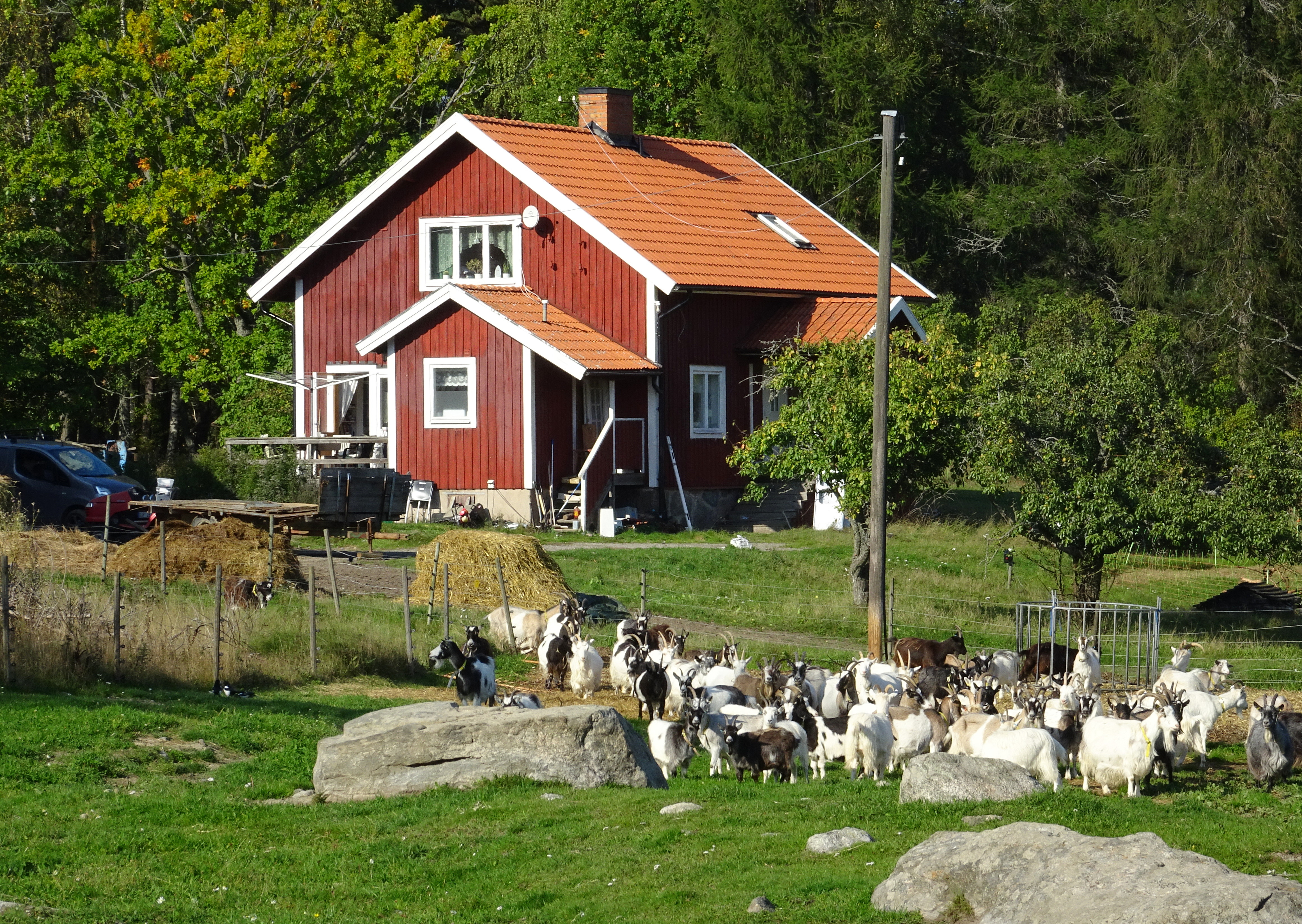
Frönäs gård
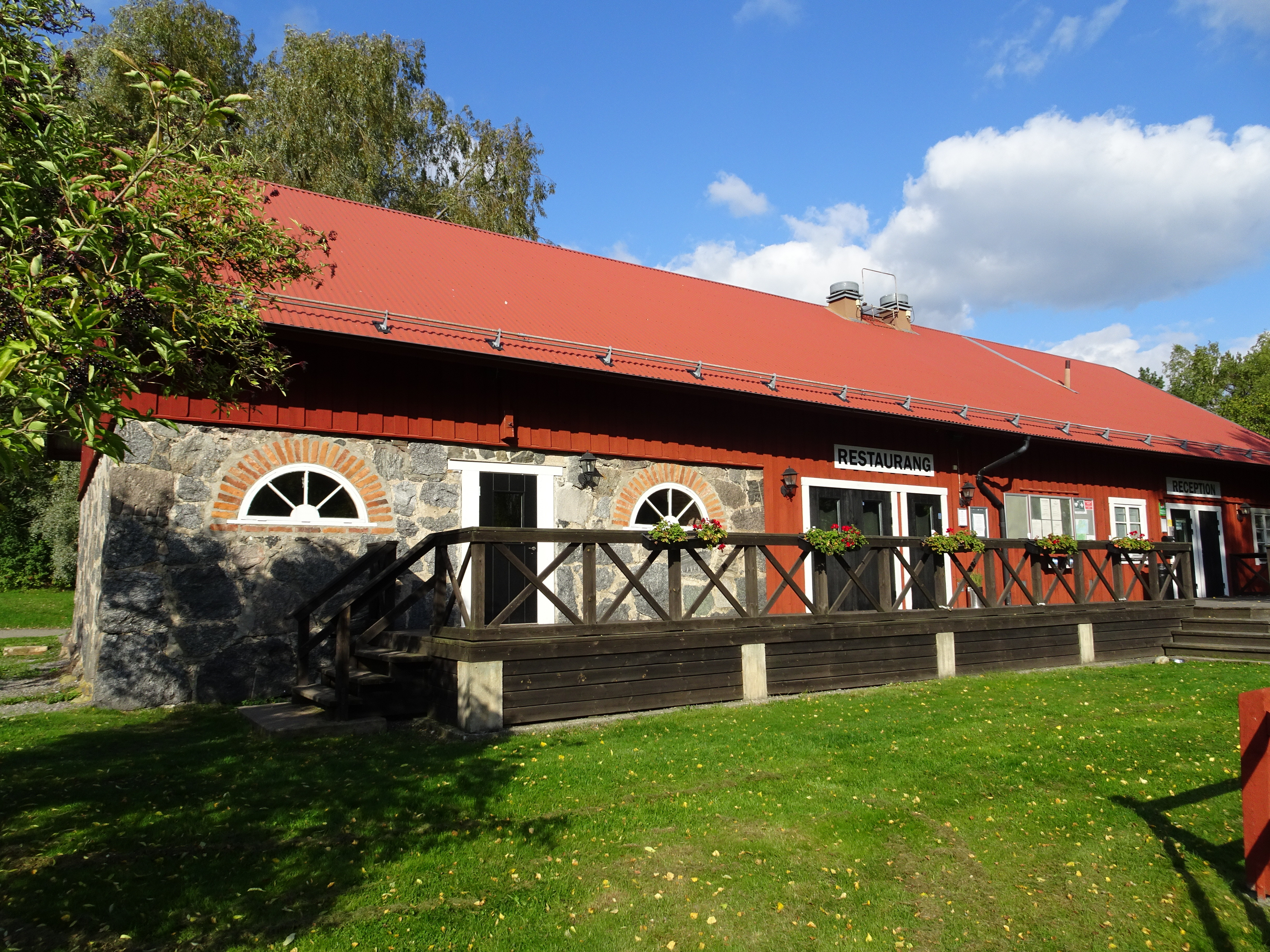
Skälåker

## Andra verksamheter

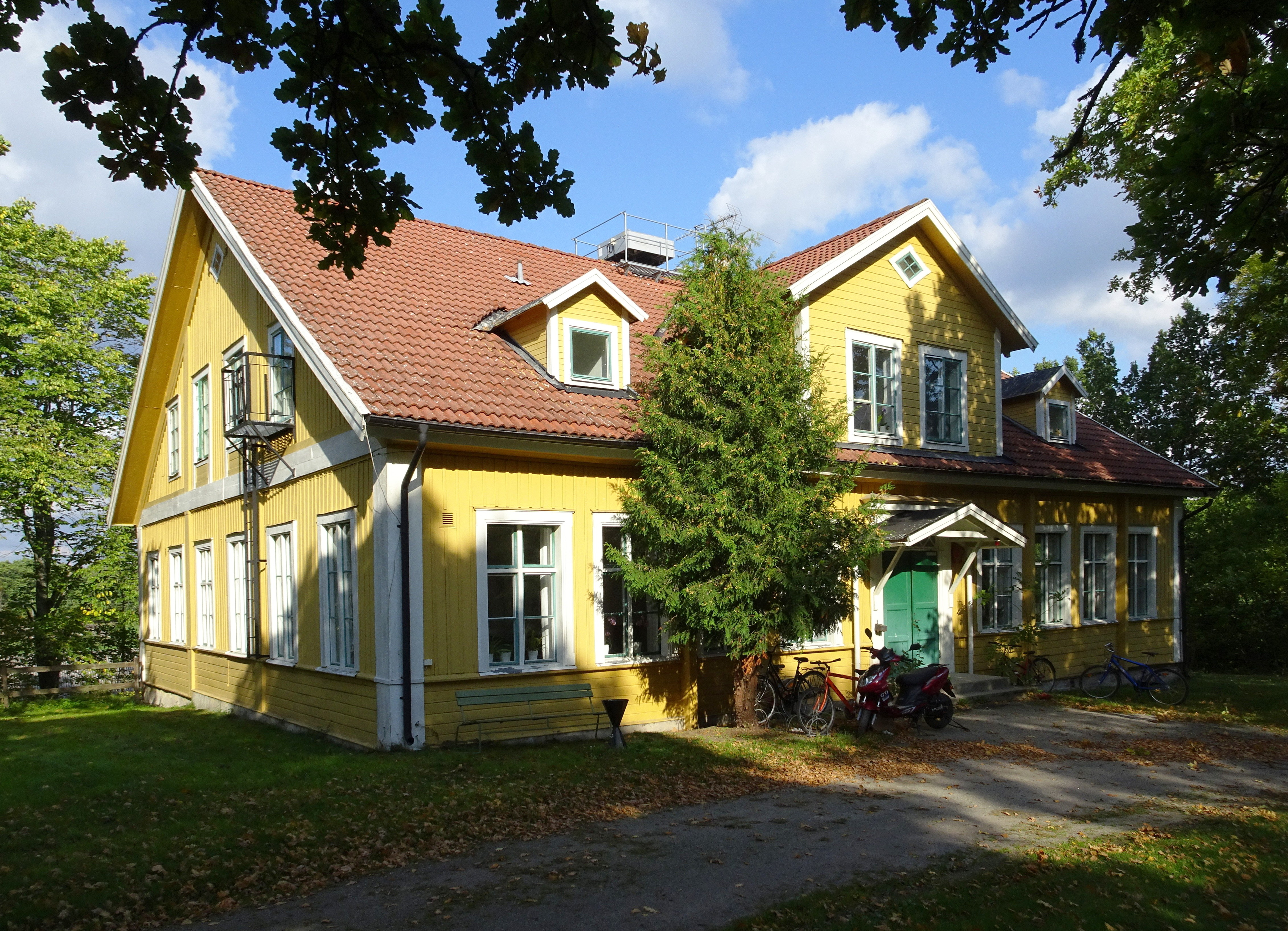
Stegsholms tidigare lantbruksskola.

År 1860 började på Stegsholm Prins Carls uppfostringsinrättning för fattiga barn sin verksamhet med Prins Carl (sedermera kung Carl XV) som beskyddare. Som mest fanns här 60 barn som fick arbeta på de underlydande gårdarna. Vid Stegsholm fick barnen även viss skolundervisning. Inrättningen avvecklades på 1930-talet. Fram till 1968 fanns Gålö lantbruksskola på Stegsholm. År 2010 öppnade i anslutning till gården Gålö behandlingscenter, ett behandlingshem för missbrukare. Under hösten 2013 avvecklades verksamheten på grund av att den budgeterade beläggningen inte kunde uppnås.

## Stegsholm idag
På gården bedriver man levande jordbruk som även inkluderar de tidigare underlydande gårdarna. På Stegsholm finns djurhållning med bland annat 40 mjölkkor samt ungefär 120 ungdjur och köttdjur. Det gör Stegsholm till en av de största mjölkgårdarna i Stockholmstrakten. Sedan 1998 ägs och förvaltas större delen av Gålö av Skärgårdsstiftelsen som utarrenderar alla kommersiella verksamheter och även jordbruket. År 2006 bildades Gålö naturreservat som omfattar en stor del av Stegsholms tidigare ägor dock inte Stegholms institutionsbyggnader och Sunnansund samt Oxnös västra del. Idag bor och verkar familjen Borg på gården. Man har café, bageri, gårdsbutik och hästverksamhet. Kring gården sträcker sig Stegsholmsrundan, en 3,3 kilometer lång natur- och kulturstig. Stegholmens ekhagar ingår det europeiska nätverket Natura 2000 av värdefulla naturområden.

## Bilder, gårdens omgivning

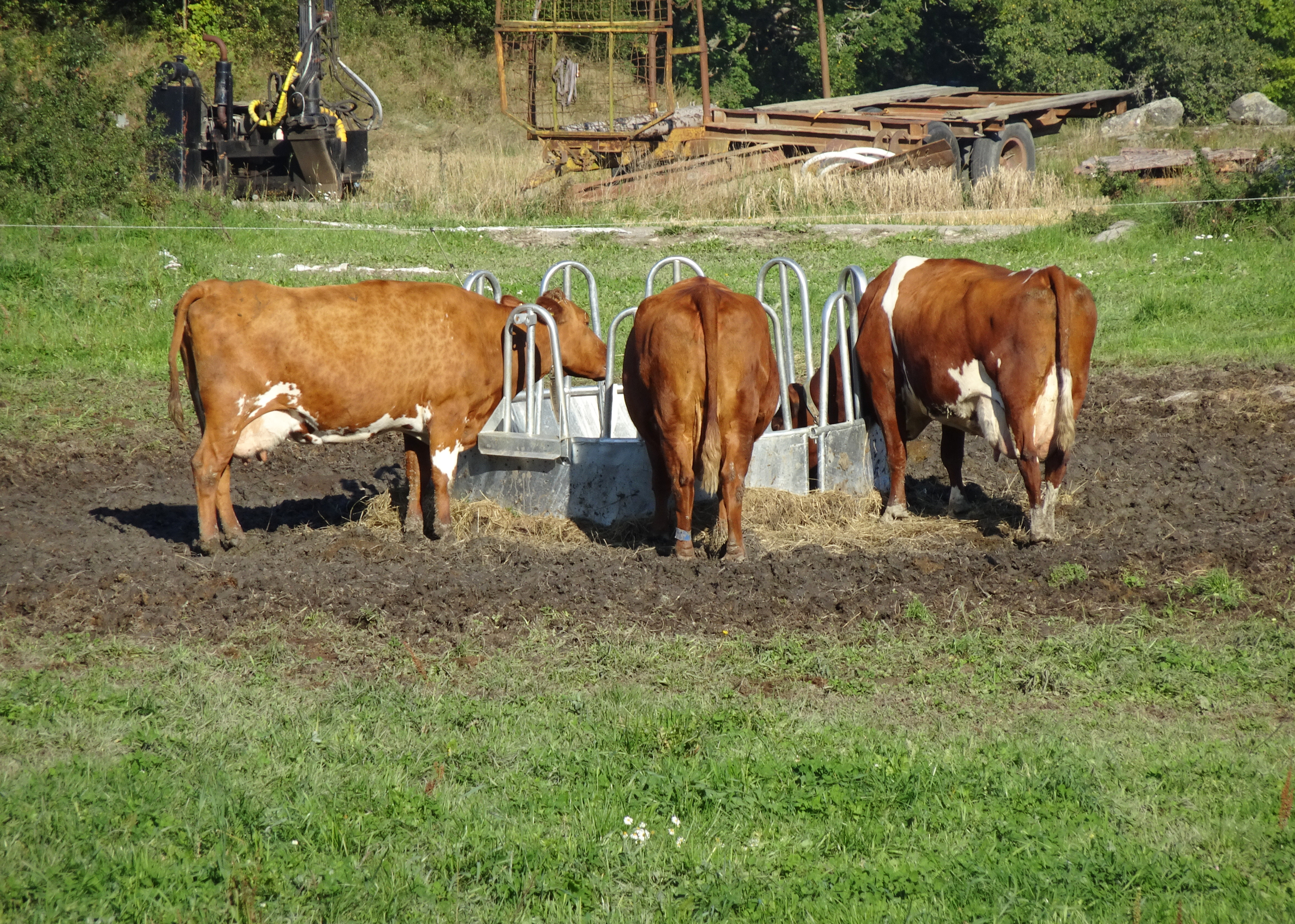
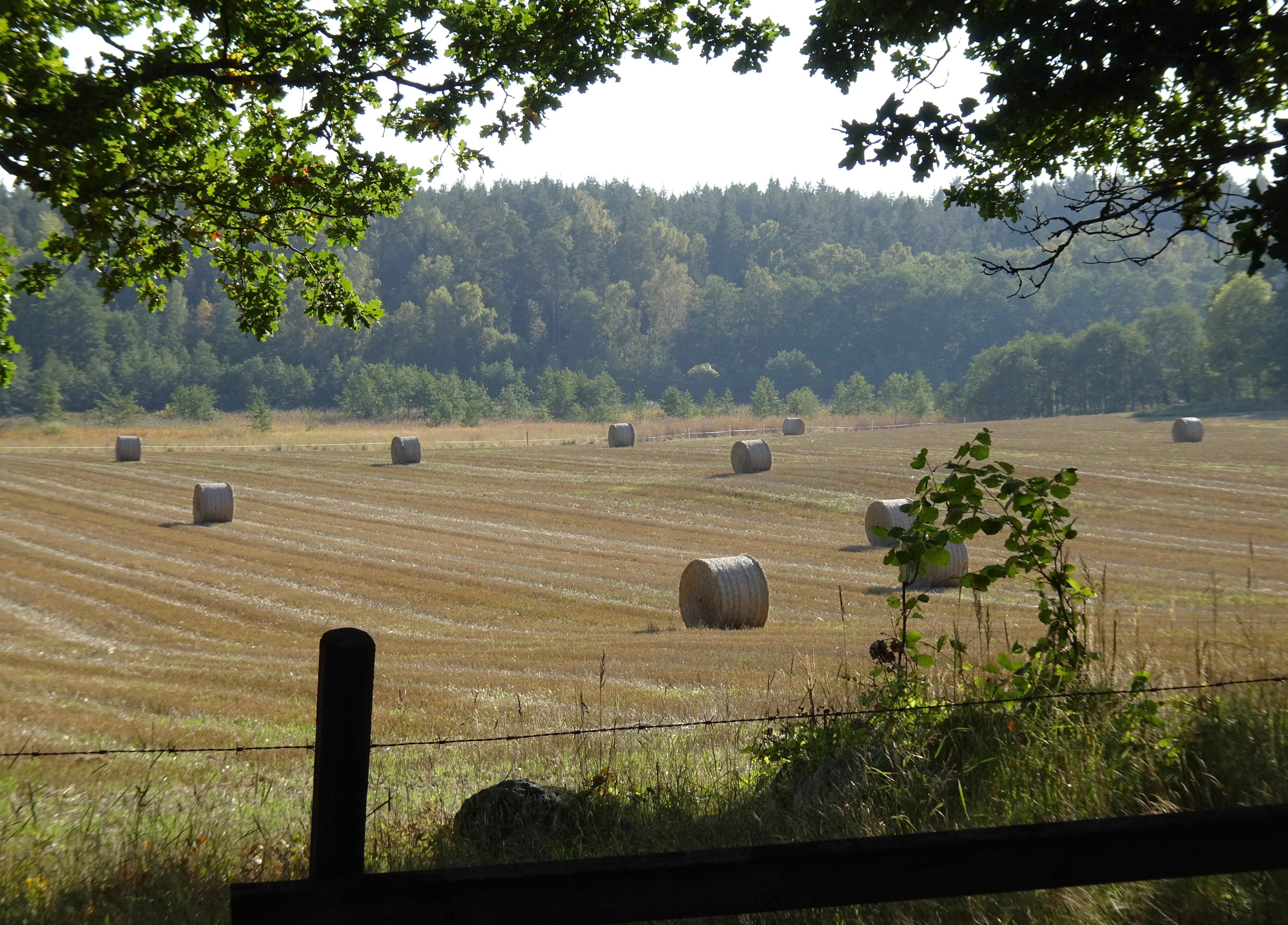
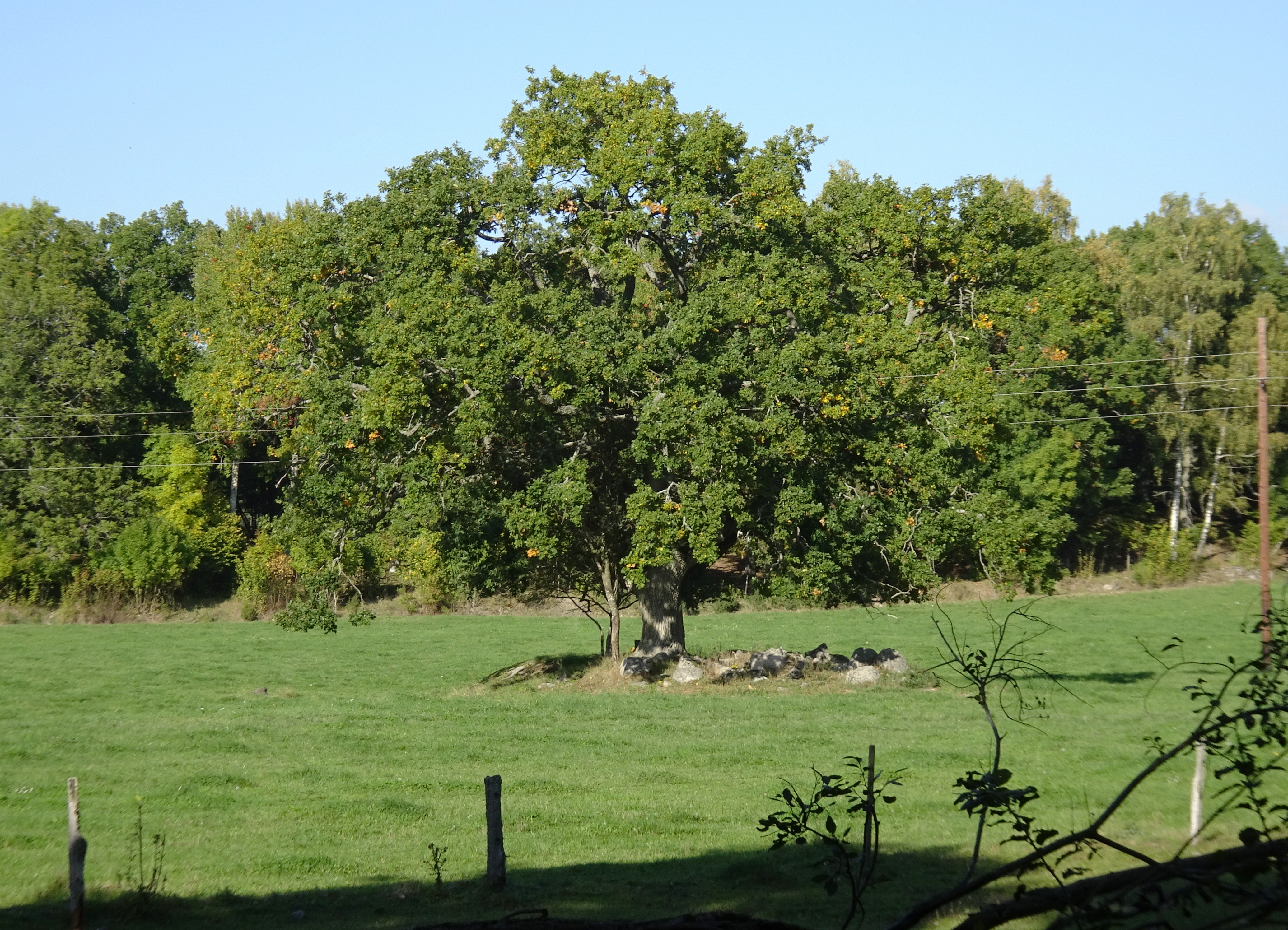
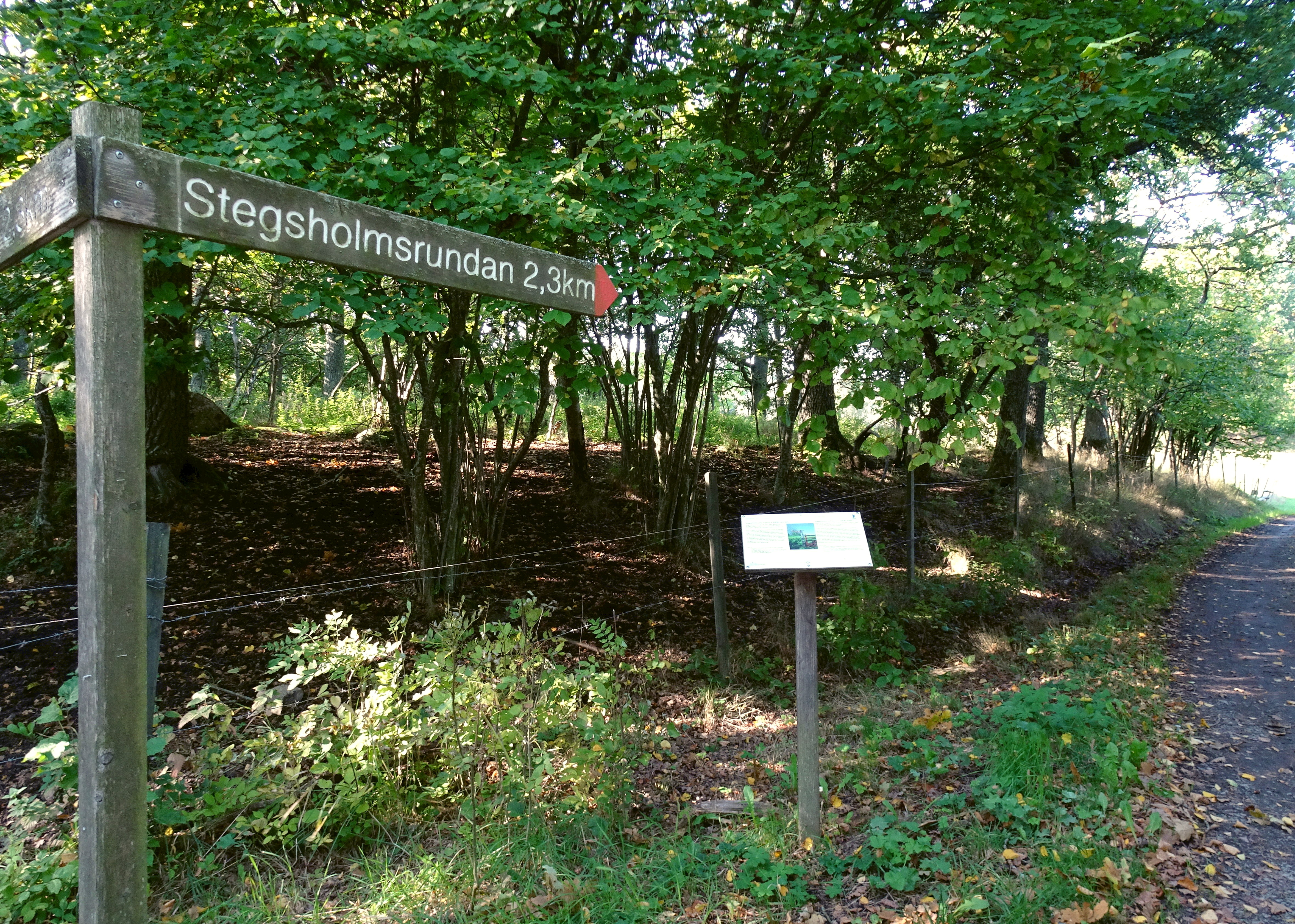
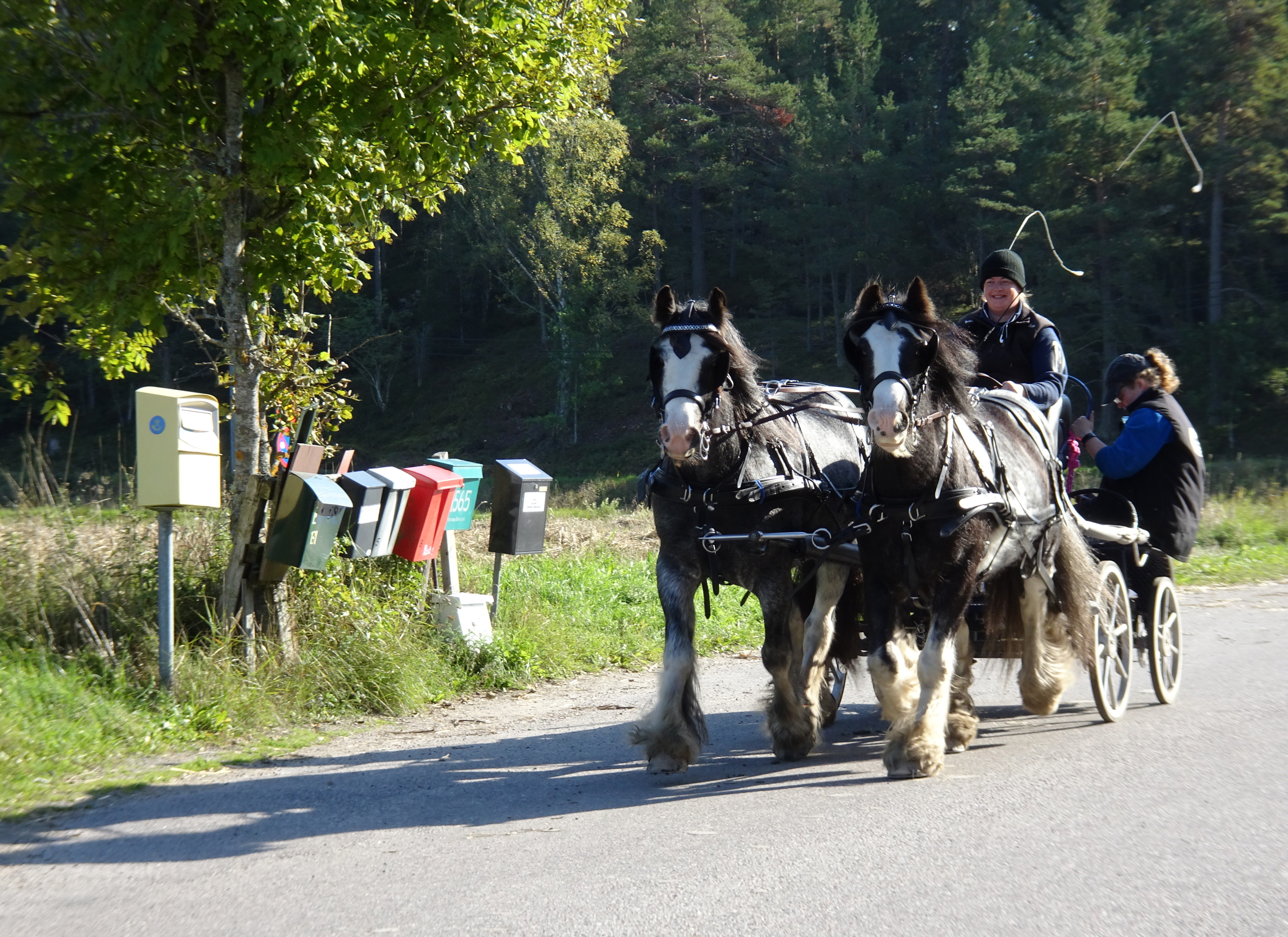